# Institut für Friedensarbeit und Gewaltfreie Konfliktaustragung
Das Institut für Friedensarbeit und Gewaltfreie Konfliktaustragung (IFGK) wurde 1991 von mehreren Personen aus dem Umfeld des BSV (Bund für Soziale Verteidigung) gegründet. Der Sitz des gemeinnützigen Vereins ist Wahlenau. Die Geschäftsführung des IFGK wird von mehreren Mitarbeitenden arbeitsteilig durchgeführt. Die gesamte IFGK-Vereinsarbeit erfolgt ehrenamtlich. Das IFGK finanziert sich vorrangig durch Mitgliedsbeiträge des Vereins und seines Förderkreises, Spenden, sowie durch Zuwendungen für Forschungsprojekte (Drittmittel). Der jährliche Haushalt des IFGK beläuft sich auf ca. 20.000 Euro.

## Ziele
Das IFGK wird von Wissenschaftlern gebildet, die in verschiedenen Orten Deutschlands ansässig sind. Einige betreiben Wissenschaft als Lebensunterhalt, andere zusätzlich zu ihrem Beruf. Allen gemeinsam ist, dass sie Katalysator sein wollen für Lernen, Verstehen und Handeln in Gewaltfreiheit. Sie sehen sich als Teil einer weltweiten Bewegung für soziale Gerechtigkeit, Frieden und Bewahrung der Lebensgrundlagen.

## Arbeit und Schwerpunkte
Die Schwerpunkte der Arbeit des IFGK liegen in (Aktions-)Forschung, Beratungstätigkeit und Veranstaltungen.
Die Aktionsforschung befasst sich mit Bedingungen, Verlaufsformen und Wirkungen gewaltfreien Handelns. Die Diskussion der Ergebnisse mit den praktisch Agierenden gehört zu den Hauptaktivitäten des IFGK. Außerdem werden Evaluationen und anderen Auftragsstudien erstellt. Die Publikation von Arbeitspapieren, Büchern und Aufsätzen wird ergänzt durch Lehr- und Bildungstätigkeiten zum Thema "Gewaltfreie Konfliktaustragung".

## Studientage
Die Studientage finden ein- bis zweimal im Jahr in einem bundesweiten Rahmen statt. Sie bieten seit Gelegenheit, wissenschaftliche Arbeiten zum Themenumfeld Gewaltfreiheit vorzustellen und in einem unterstützenden und kompetenten Kreis zu besprechen. Es kann sowohl um erste Ideen für eine Seminararbeit gehen, oder um Buchprojekte bis hin zu abgeschlossenen Habilitationen. Dabei ist es ein wichtiges Anliegen des Institutes, Theorie und Praxis von Friedensarbeit miteinander zu verbinden. Statt Honoraren gibt es ein konstruktives Mitdenken, ein Von- und Miteinander-Lernen. Die Veranstaltungen sind für alle Interessierten offen.

## Internationale Vernetzung, Kooperationen und Vertretungen
Das IFGK ist eine Arbeitsgruppe im Bund für Soziale Verteidigung und Mitglied der Plattform Zivile Konfliktbearbeitung sowie der Arbeitsgemeinschaft für Friedens- und Konfliktforschung (AFK). Christine Schweitzer vertritt die Plattform im Beirat der Bundesregierung zum Aktionsplan "Zivile Krisenprävention". Weiterhin engagiert sich das Institut bei den War Resisters’ International (WRI, London). Zur Zeit nimmt Christine Schweitzer für das Institut an den Internationalen Konferenzen und Mitgliedsversammlungen der WRI teil. Andere Initiativen, in denen IFGK Mitglieder aktiv sind, sind z. B. das Netzwerk Friedensbildung in Rheinland-Pfalz und die Arbeitsgruppe Gütekraft.

## Bekannte Mitglieder
- Martin Arnold
- Anne Dietrich
- Reinhard Eismann
- Albert Fuchs
- Gudrun Knittel
- Mirjam Mahler
- Barbara Müller
- Achim Schmitz
- Christine Schweitzer
- Roland Vogt

## Publikationen
Reihe „Studien zur Gewaltfreiheit“ im LIT-Verlag
- Band 1: Barbara Müller: Passiver Widerstand im Ruhrkampf. Eine Fallstudie zur gewaltlosen zwischenstaatlichen Konfliktaustragung und ihren Erfolgsbedingungen. Dissertation Berlin, Münster 1995
- Band 2: Christian W. Büttner: Friedensbrigaden: Zivile Konfliktbearbeitung mit gewaltfreien Methoden. Münster 1995 ISBN 3-8258-2547-7
- Band 3: Uwe Painke: Ein Stadtteil macht mobil. Gemeinwesen gegen Gewaltkriminalität. Neighborhood Safety in den USA. Hamburg 2001 ISBN 3-8258-5600-3.
- Band 4: Burkhard Bläsi: Konflikttransformation durch Gütekraft. Interpersonale Veränderungsprozesse. Münster 2001. ISBN 3-8258-5731-X

Arbeitspapiere: Selbstverlag, Broschur. Die Arbeitspapiere können von der Website kostenlos als pdf heruntergeladen werden.
- AP 1 – vergriffen
- AP 2 Wie wird militärische Gewalt zur "friedensschaffenden Maßnahme"?
- AP 3 Zur Theorie und Praxis Sozialer Verteidigung
- AP 4 Optimierungschancen von Peacekeeping, Peacemaking und Peacebuilding
- AP 5 Internationale Begleitung zum Schutz von Menschenrechten
- AP 6 Optimizing Peacekeeping, Peacemaking and Peacebuilding
- AP 7 – vergriffen
- AP 8 Wo bleibt die Moral bei der Geschicht'?
- AP 9 Gewaltfreie Interventionen im ehemaligen Jugoslawien
- AP 10 Bundeswehr und Rechtsextremismus
- AP 11 Krieg und Vertreibung im Kosovo
- AP 12 Kosovo: Vorbereitungen für die Zeit nach dem Krieg
- AP 13 Gewaltwahrnehmung und Gewaltbegriff
- AP 14 Kampagnen der Friedensbewegung der neunziger Jahre
- AP 15 Rechtsextreme Orientierung, Gewaltakzeptanz und Gewalttätigkeit
- AP 16 Gütekraft (Satjagrah)
- AP 17 Möglichkeiten der Förderung von Friedensallianzen
- AP 18 Was untersucht die Gütekraft-Forschung?
- AP 19 Kultur und Krieg
- AP 20 Zur Aktualität von Sozialer Verteidigung
- AP 21 Ein sozialphilosophisches Weiterdenken der Gütekraft
- AP 22 Gewaltfreie Interventionen Planen und Anpassen
- AP 23 Civilian Peacekeeping – A Barely Tapped Resource
- AP 24 Für eine Welt ohne Rüstung und Militär
- AP 25 Zu 9/11 – nur politisch-mediale Konstruktionen? Ein meta-kritischer Versuch
- AP 26 Kriege verhindern oder stoppen – Der Beitrag von Friedensbewegungen